# Jacques-Pascal Virebent
Jacques-Pascal Virebent (Toulouse, 7 de abril de 1746, ibid.,13 de agosto de 1831) fue arquitecto francés de la ciudad de Toulouse desde finales del reinado de Luis XVI hasta el comienzo del reinado de Luis Felipe I, lo que le permitió diseñar una serie de sitios actualmente emblemáticos del centro de la ciudad como la Place Wilson, la Place du Capitole o los bulevares y las alamedas Jean-Jaurès. También es el fundador de una saga de arquitectos y fabricantes de ornamentos arquitectónicos de Toulouse. Está enterrado en el cementerio de Terre-Cabade.

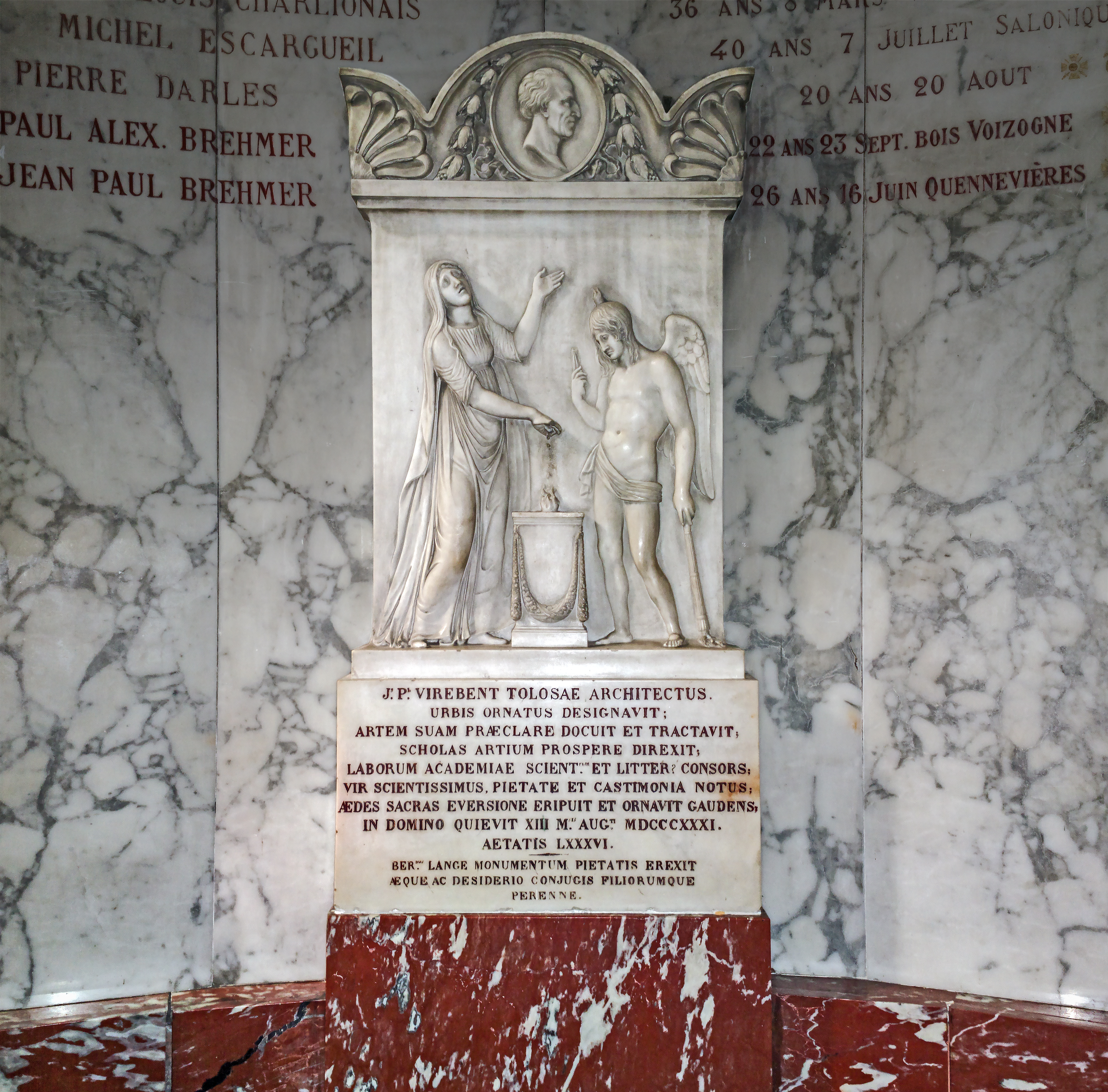
Cenotafio de Jacques-Pascal Virebent en la iglesia de Saint-Jérôme

## Biografía
Hijo de Jean-François Virebent, interventor general de la ciudad de Toulouse, Jacques-Pascal Virebent estudió matemáticas como sus hermanos (que se convertirían en topógrafos) y luego participó en cursos impartidos en la Real Academia de Arquitectura de Toulouse, donde fue alumno de Chevalier Rivalz (dibujo y pintura) y Labat de Savignac (arquitectura civil). Continuó sus estudios en la década de 1760 en el Benedictine College of Sorèze, cuyos métodos eran entonces muy innovadores. Luego hizo un viaje a Languedoc y Provenza para "apropiarse de las bellas formas, el aspecto pintoresco de los preciosos monumentos que aún conserva nuestra patria, y los planos, los alzados, los tramos, y especialmente las hermosas acuarelas que trajo de regreso su viaje (...) fijó su gusto y posteriormente dio a sus composiciones una firmeza, una elegancia masculina y severa, que parecíamos haber rechazado totalmente de la arquitectura moderna”. También hizo una estancia en París donde trabajó bajo la dirección de un sureño como él, el arquitecto François II Franque, en proyectos en Los Inválidos.
Al regresar a Toulouse a la muerte de su padre, fue nombrado arquitecto e ingeniero jefe de la ciudad en 1782. Cargo que ocupó durante casi cincuenta años hasta 1830, un año antes de su muerte, y bajo los numerosos regímenes políticos que se sucedieron a partir de 1789. Son estos cambios los que permitirán a Virebent, a pesar de los recursos limitados, dejar su huella en la ciudad: el juego muy complejo de autoridades en competencia que paralizó cualquier decisión en Toulouse bajo el antiguo régimen (el tradicional conflicto entre el Parlamento y los Capitouls arbitradas más o menos eficientemente por el gobernador, el intendente y los estados de Languedoc aquí representados por el arzobispo) se simplifica con la centralización revolucionaria y napoleónica que deja a cargo solo un prefecto y un municipio. Las nuevas leyes (y especialmente la posibilidad de expropiación a partir de 1807) también le dieron al arquitecto herramientas con las que los urbanistas que le precedieron no se habrían atrevido a soñar. Tenaz y paciente, rodeado de una sólida red familiar, impone su estilo en muchos lugares emblemáticos de la ciudad.
Durante la Revolución, según Alexandre Du Mège, habría salvado de la destrucción una serie de monumentos: los campanarios de Dalbade y los jacobinos, el convento de los agustinos, la estatua de Enrique IV y el busto de Luis XIV (de Marc Arcis ) en el Capitolio. Pero también es responsable (al menos en parte) de la destrucción del convento de Les Grandes Carmes y de su iglesia tan particular.
De sus cinco hijos, dos, Auguste y François eran arquitectos y su padre esperaba que asumieran el cargo de ayuntamiento, ya que ya lo habían estado ayudando en sus funciones desde la década de 1820. Pero fue su sobrino Urbain Vitry quien finalmente lo sucedió y los hijos de Virebent (incluidos los otros 3 hermanos Victor, Sylvestre y Prosper), que habían comprado en 1829 la mansión y la tierra de Launaguet, fundaron una fábrica de ladrillos allí donde revolucionará la decoración arquitectónica gracias a la "plintotomía", un proceso de modelado cerámico que permite crear adornos hasta entonces solo realizables en piedra.

## Obras

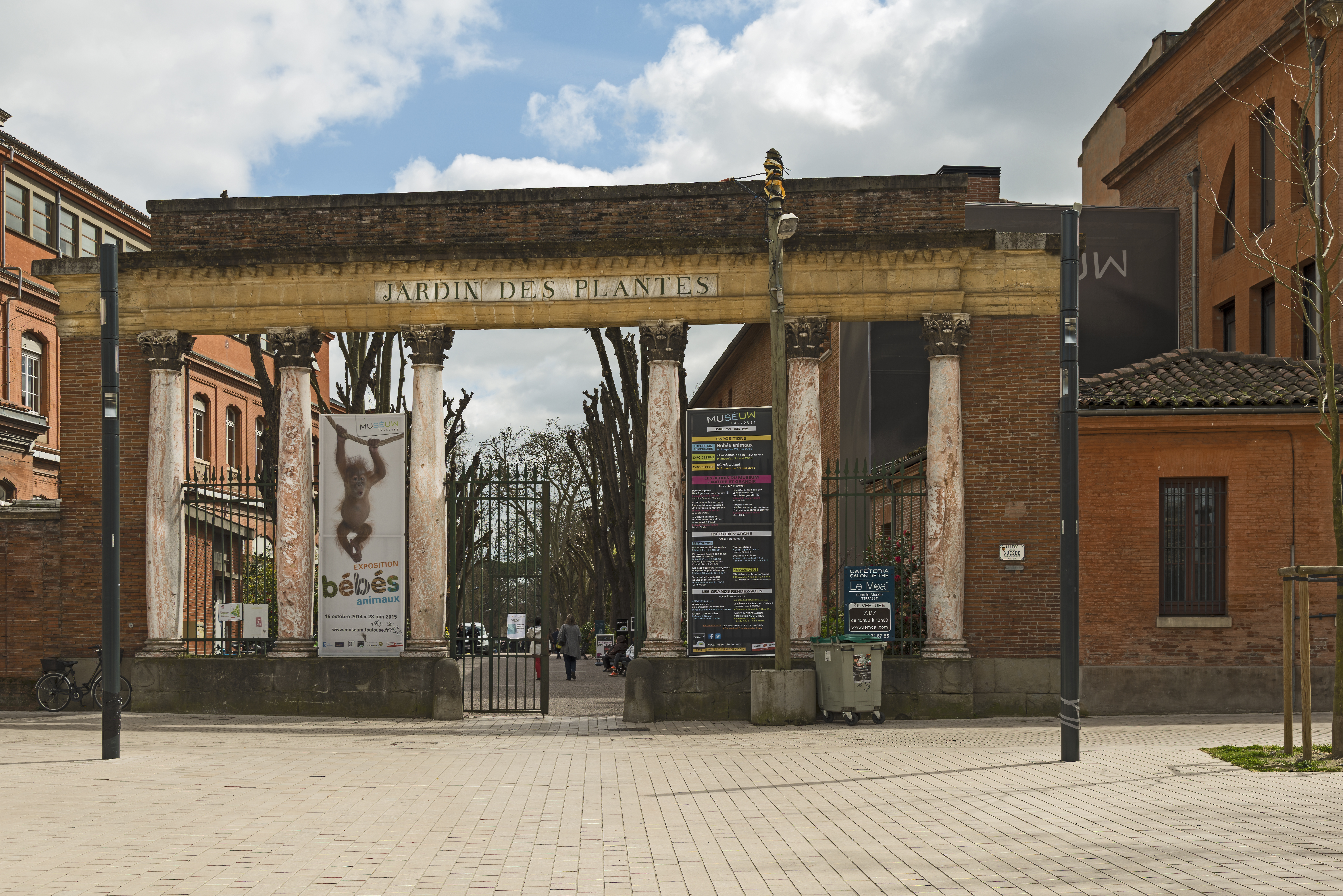
Entrada al jardín de plantas

Heredero de los urbanistas de Toulouse del XVIII XVIII siglo (Mondran, Garipuy y Saget), Virebent formó e influyó en la generación que le sucedió (Vitry, Esquié), contribuyendo a crear un estilo propio de la ciudad, adaptando con flexibilidad los estilos en boga a las constantes locales. Su gran obra fue la construcción de la Place Villeneuve (ahora Place Wilson ) pero también fue el diseñador de gran parte de los bulevares y otros lugares de Toulouse.

### El plano de alineación
Un primer plano de alineación de las calles de Toulouse, pero a una escala demasiado grande, se llevó a cabo a partir del plano de Saget por el ingeniero Philippe Gleizes a finales de la década de 1770. Virebent empuja a la administración municipal para que adquiera el solar y obtiene en 1801 un decreto que estipula "que es importante fijar de forma estable y uniforme la anchura que se dará a las calles de este municipio (...) en lugar de la arbitrariedad y azar al que hasta ahora han sido abandonados". El decreto fija las anchuras a alcanzar para las calles principales (10 m), las calles secundarias (8 m) y las pequeñas travesías (6 m).
El ingeniero Julien Rivet se encarga de trazar el plano general a escala 1/1000 en dos años y medio... pero no lo completará hasta 1819 porque "no es fácil de captar, combinar, afinar, detener todas las partes del plan general de alineación de una ciudad, cuya superficie es de 735 ha 90 a 57 ca; que tiene 6.500 casas, 198 bloques o manzanas, 330 calles y 24 plazas principales."  Problema: una instrucción ministerial de 1815 fijó la escala de estos planos en 1/2000... De ahí que una reducción en el plano solicitado a Rivet, que entregó su obra en 1824. Virebent hizo que su hijo Auguste colocara allí las huellas de sus alineaciones proyectadas. Todo se terminó en 1825. Pero luego nos damos cuenta de que los planos de calles particulares no están en la escala 1/500 requeridos por la instrucción 1815 (sino en 1/125). Virebent tuvo que ir a París en 1829 para defender su plan que finalmente fue devuelto por la administración central para su revisión: no había suficientes calles para realinear y su ancho era insuficiente. Estas preocupaciones, como las dificultades del sitio de la Place Villeneuve, oscurecen los últimos años de Virebent. Tras su muerte, Joseph Vitry (que había ayudado a Rivet en el primer borrador) será el encargado de redactar el plano revisado que será finalmente ratificado por el rey a finales de 1842 y permanecerá en vigor en Toulouse hasta la década de 1970.

### Place du Capitole

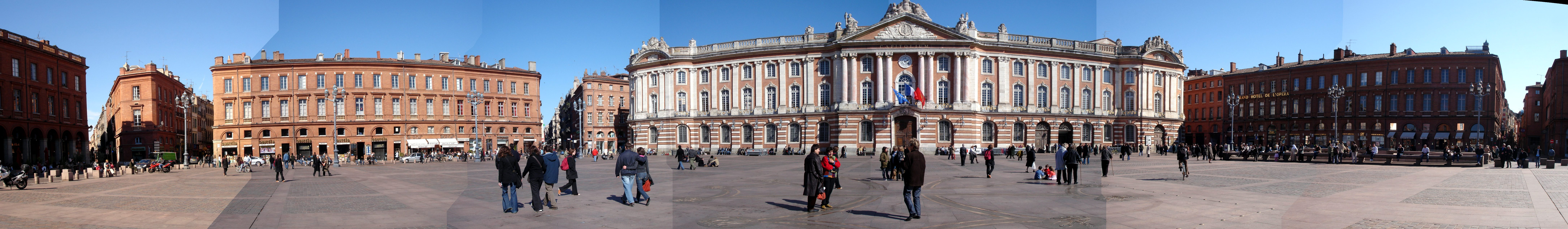
Panorámica de la Place du Capitole con los edificios diseñados y construidos por Jacques-Pascal Virebent, a izquierda y derecha del Capitolio.

Fue en 1806 cuando el ayuntamiento pidió a Virebent que trabajara en este proyecto. El lugar está entonces constituido por el espacio dejado libre por la destrucción de dos «manzanas» (bloques de casas) medievales en el siglo XVIII. Se trata de crear fachadas uniformes al oeste, norte y sur de la plaza para armonizar con la gran fachada del Capitolio construida por Guillaume Cammas entre 1750 y 1759. Virebent se inspira en sus dibujos del estilo ya aplicado junto a la Place Villeneuve (ahora Place Wilson ) e inspirado en el del Hotel de Malte, "la fachada más hermosa que existe en Toulouse (...), compuesta después el estilo de los bellos palacios de Italia, estos en efecto presentan en todas partes líneas anchas, fondos lisos sobre los que destacan sin confusión los elementos arquitectónicos con los que están adornados, ventanas de un perfil elegante cuyos soportes son a menudo continua y ligada, en todas partes una noble y seductora sencillez".
Las primeras obras tuvieron lugar entre 1809 y 1812 en el lado sur entre la rue de la Pomme y la rue Saint-Rome. Un gran edificio (el del actual café Bibent) sustituye a las antiguas fachadas vinculadas al antiguo colegio Saint-Martial (que entonces servía de teatro).
Una segunda fase de las obras tuvo lugar de 1823 a 1835 en el lado norte, donde se erigió un edificio similar entre las calles de Rémusat y du Taur (antigua librería Castela).
Virebent también había proyectado parapetos en la parte superior de las fachadas que serán rechazados por el municipio debido a su costo.
El lado oeste, reconstruido entre 1850 y 1852, mucho después de la muerte de Virebent, se tomó algunas libertades con el dibujo del arquitecto (el plano de alineación que había planeado también se modificó para alinear esta nueva fachada con ese del Capitolio). El largo edificio porticado diseñado por Jean Bonnal es un compromiso entre el estilo Virebent y el de los edificios de la rue de Rivoli en París (arquitectos Percier y Fontaine).

### Place Villeneuve (place Wilson)

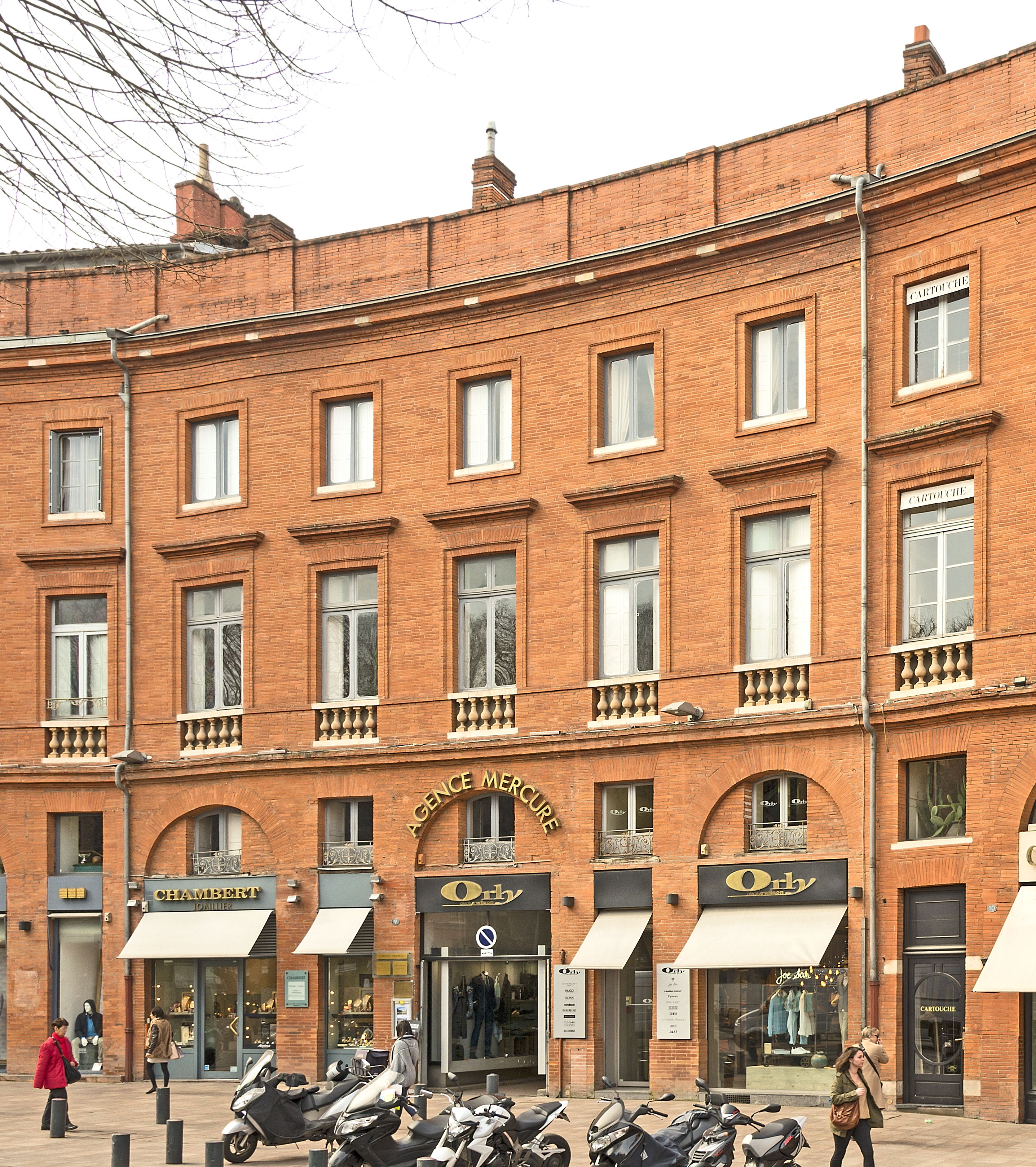
Uno de los edificios de la Place Wilson (ex-Place Villeneuve, de Angulema y luego Lafayette).

Es la obra de construcción más larga de la época de Virebent, a la que sin duda dedicó más esfuerzo y pasión (su retrato de Roques, poco antes de su muerte, lo muestra sosteniendo el mapa de la plaza) y que ni siquiera verá terminado. Hoy, con la rue Saint-Antoine du T que conduce a ella, es el sitio de Toulouse que mejor muestra sus diseños y su éxito.
En 1778, los Capitouls, exasperados por "los desastrosos accidentes que ponen en peligro la vida de los ciudadanos" provocados por los carreteros que venían de pagar sus peajes de  entrada a la ciudad en el ala norte del Capitolio, decidieron "hacer la apertura de la puerta llamada de Versailles", sin duda la antigua Porte Villeneuve amurallada en 1562 después de que los protestantes la tomaran prestada para salir de Toulouse al final de las luchas de la "Liberación". Pero no se hizo nada hasta 1783, cuando el joven Virebent, recién nombrado arquitecto de la ciudad, obtuvo de los Capitouls una  ordenanza para "abrir incesantemente la vieja puerta de Villeneuve mediante la realización del presupuesto elaborado por el señor Virebent, director de obras públicas". La abertura prevista en el muro es de 23 toesas (45 metros). Virebent también mandó hacer un modelo de este primer proyecto: una plaza doble "interior" y "exterior" (como la que acaba de terminar Saget en Saint-Cyprien) con una puerta monumental en el medio. El muro se abrió el mismo año pero nada progresó realmente, probablemente por razones económicas, hasta finales de 1788 (la hambruna había dado al municipio la idea de que el trabajo lo hicieran talleres de caridad) donde Virebent realiza un nuevo plano probablemente muy cercano al proyecto inicial y que ya prevé un paseo que comienza en línea recta hacia el Canal du Midi.
Empieza el trabajo, pero también los desórdenes de la Revolución, que rápidamente le ponen fin. En 1797, el municipio notó su impotencia: "Los anteriores Capitouls, queriendo dar a las carreteras de París y Rouergue un acceso digno de la importancia de esta ciudad y sus comunicaciones, planearon la construcción de la puerta de Villeneuve; los recursos que la ciudad poseía entonces y la esperanza de ser ayudada por la anterior provincia, ayudó a decorar esta entrada proyectada con una plaza exterior y un interior más grande, que debía incluir todo el terreno que allí está desocupado; se inició el desmonte pero los medios no permiten continuar con la ejecución, este lugar se ha convertido en el receptáculo de la basura de los barrios vecinos y puede servir de guarida para personas mal intencionadas; el pueblo, hoy sin recursos externos y cuyo único ingreso consiste en el producto de cargas locales, no se le puede ocultar que la ejecución del plan en cuestión se vuelve a ser inaplicable bajo esta circunstancia”. Un proyecto reducido, limitado al interior, fue aprobado por el Directorio en 1798 y cedido a cambio de tierras a un cierto ciudadano Delmas que no hizo nada e incluso desapareció por completo de la circulación en 1800.
Virebent aprovechará el proyecto de destrucción de murallas (y el plan de alineación que se acaba de decidir) para relanzar su proyecto. En 1805 le escribió al alcalde: "Basta reflexionar sobre un proyecto elaborado y tener ganas de mejorarlo para encontrar algún cambio que hacerle. El proyecto de la Porte y la Place Villeneuve está en el caso. Mientras meditaba de nuevo, pensé que era apropiado aumentar el diámetro de este lugar a 94 m en lugar de 74. Será más grande y agradable". No más murallas, por lo tanto, no una puerta monumental, sino una fina barrera en medio de una gran abertura ovalada hacia el callejón principal diseñado antes de la Revolución. El proyecto fue aprobado por el prefecto en 1806 y casi 300 m  de muros fueron finalmente destruidos para construir las nuevas "manzanas" en el lado "interior". Estuvimos allí cuando terminó el Imperio, pero Virebent logró convencer al nuevo municipio para que reanudara las obras en 1817. Los últimos edificios del óvalo no se terminaron hasta 1834, tres años después de su muerte. Nótese que las decoraciones planeadas por el arquitecto en la parte superior de sus edificios, como la Place du Capitole, han sido rechazadas por el municipio por razones de economía. Este es uno de los motivos que empujará a los hijos de Virebent a embarcarse en la fabricación de decoraciones arquitectónicas a bajo precio.

### Place des Carmes
El municipio tenía un plan para un paseo en este lugar desde 1803 pero parece que fue el proyecto de la fuente en honor a Napoleón (encargado por dos diputados de Toulouse al escultor parisino Jean-Baptiste Stouf ) el que desbloqueó las cosas en el lado del Estado. Un decreto del 25 de enero de 1807 autoriza la construcción de una fuente en el centro de la ciudad gracias al dinero del legado Laganne, un encargo en el que Virebent aparece para desarrollar un proyecto completo en el sitio del antiguo convento de Les Grandes Carmes entonces propiedad del Estado y el 21 de abril siguiente, el prefecto ordenó al alcalde que comprara el terreno. No es necesario rezar por éste: todo el conjunto de la manzana es inmediatamente recomprado y arrasado (con la magnífica Iglesia de Les Grandes Carmes) en el proceso. La forma rectangular de la manzana crea una gran plaza en la que se instaló el mercado de hierbas desde 1813 hasta entonces en la estrecha Place Rouaix. Con la viuda Laganne aún en vida, el proyecto de la fuente se pospuso pero se transformó con el regreso de los Borbones en 1815 en una estatua de Enrique IV. Virebent incluso mandó construir un monumento temporal en madera pintada para la visita de la duquesa de Angulema (la plaza pasó a llamarse "lugar Borbón" para la ocasión) el 2 de septiembre de 1815. La asignación de fondos del legado de Laganne a la construcción del Château d'eau obliga al desarrollo de un nuevo proyecto más modesto por el que Virebent hace competir a su hijo Auguste, pero el proyecto elegido es el del escultor parisino Thierri, finalmente abandonado por el municipio en 1827. Finalmente, se construirá provisionalmente una simple pileta con chorro de agua.

### Los bulevares y alamedas de Angoulême (Jean Jaurès)
Las murallas de Toulouse ya habían sido arrasadas en el lado de Saint-Cyprien por obra de Saget en 1775 y reemplazadas por una barrera de concesión. Una decisión facilitada en su momento por un real decreto otorgaba la propiedad de las murallas a la ciudad y que también permitió la primera apertura al nivel de la futura Place Villeneuve en 1783. Pero la Revolución parece devolver las murallas al Estado y la Guerra de la Convención dificulta cualquier destrucción ulterior. Toulouse finalmente obtuvo la confirmación de la propiedad de sus murallas con el generoso decreto napoleónico de 27 de julio de 1808 y Virebent finalmente puede esperar ver la aplicación de una de las principales recomendaciones de su plan de alineación en construcción: la destrucción de los muros desde la Porte Saint-Étienne hasta la Porte Arnaud Bernard para crear un vasto bulevar en la continuidad de la amplia callejones creados en 1750 por Mondran y Garipuy.
Con la paz lograda en 1815, los trabajos de demolición podrían comenzar ya en 1816, especialmente desde que la barrera de concesión fue empujada hacia el Canal du Midi . En 1818, el muro entre los Penitentes Negros y la Place Villeneuve fue demolido, se rellenaron las zanjas y se trazó el Bulevar Saint-Aubin. Parada a principios de 1819 cuando el Ministro de Guerra, debido a la "posición geográfica" y el "papel militar" de Toulouse, exige "suspender la demolición del recinto". No fue hasta 1825 cuando el municipio obtuvo el "uso final y gratuito" de la muralla desde la Porte Matabiau (ahora Place Jeanne d'Arc) hasta el Garona aguas arriba. El ayuntamiento tenía prisa: a principios de 1826 se iniciaron los trabajos de demolición de la muralla que va desde la place d'Angoulême (ex-place Villeneuve) hasta la Porte Arnaud Bernard (el Ministerio de Guerra detuvo rápidamente las demoliciones en el lado de Arnaud Bernard, no preocupados por la transacción de 1825, pero el rey finalmente los autorizó en 1829).
Las alamedas de Angoulême, diseñados por Virebent desde, al menos, 1789, se crearon entre 1821 y 1825, habiéndose votado las expropiaciones en el ayuntamiento en 1817. Virebent aumenta su ancho inicial de 26 a 40 y luego 60 mètres en su parte más allá del bulevar.

### Place de la Trinité
Fue en 1820 cuando Virebent obtuvo del municipio la manzana donde estuvo ubicada hasta la Revolución la casa de los religiosos de la Trinidad (instalados allí en el siglo XIV). El objetivo era crear una plaza con una fuente (las obras del Château d'eau se iniciarán el año siguiente) y ampliar un cruce de caminos muy concurrido entre la Place du Pont-Neuf y la Porte Saint-Etienne por un lado, la Place du Capitole y la Place du Salin en el otro. Resultado, una plaza triangular. En 1824, el municipio lanzó un concurso por la fuente; se enviaron 45 proyectos, entre ellos uno de Jean-Antoine Raynaud (el arquitecto del Château d'eau), dos de Vitry y uno de Auguste Virebent, hijo del arquitecto municipal. La comisión selecciona los de Vitry y el del joven Virebent que, como en la Place des Carmes y la de Angoulême, es rechazado por el Ayuntamiento y luego en frío con el viejo arquitecto que busca imponer a su hijo para sucederlo. Por tanto, es uno de los proyectos de Vitry (todos el mismo sobrino de Virebent) que se elige y, ligeramente modificado (las sirenas debían ser de mármol), se inaugura en 1826.